# 衣原體門
衣原體門（学名：Chlamydiae）是一門細菌。它們的生長完全在其它生物的細胞内進行，是專性寄生菌。衣原體原先多被歸入衣原體屬(Chlamydia)，隨著分子生物學發展，目前根據系統發育樹分爲四個科。
衣原體門細菌比一般細菌小，有的比病毒小。衣原體門被歸類為革蘭氏陰性菌，具有類似於其他革蘭氏陰性菌的外膜和內膜；最開始，科學界普遍認為衣原體門的細胞壁不含肽聚醣，然而最近已有研究顯示其細胞壁上的確有肽聚醣存在，並成功辨認出幾種蛋白質。

## 下属分类
本门只包括一个纲（衣原体纲）和一个目（衣原体目），衣原体目包括以下科和属：
- 衣原體科 Chlamydiaceae
  - 衣原體屬 Chlamydia
  - 嗜衣體屬 Chlamydophila
- 副衣原體科 Parachlamydiaceae
  - 副衣原體屬 Parachlamydia
  - 新衣原體屬 Neochlamydia
- 芯卡體科 Simkaniaceae
  - 芯卡體屬 Simkania
  - 棍衣原體屬 Rhabdochlamydia
- 華診體科 Waddliaceae
  - 華診體屬 Waddlia